# Артемьев, Тимур Владимирович
Тиму́р Влади́мирович Арте́мьев (род. 19 июля 1974, Москва) — российский предприниматель, сооснователь (в равных долях с Евгением Чичваркиным) сети салонов сотовой связи «Евросеть».
После продажи «Евросети» эмигрировал в Великобританию, где продолжает финансирование исследований старения, стал членом совета директоров фармацевтической компании Retrotope, основал компанию по выпуску моноколёс.

## Биография
Родился 19 июля 1974 года в Москве. Отец — преподаватель теоретических основ электротехники, мать — инженер-экономист. Тимур окончил среднюю общеобразовательную школу № 119 в Москве.
С детства увлекался электроникой и сложной техникой. В последнем классе школы занимался сборкой телефонов с автоматическим определителем номера.
В 1991 году поступает в Российский технологический университет (МИРЭА) на факультет робототехники. Отучившись первый семестр, Артемьев бросает ВУЗ и поступает в Московский независимый эколого-политологический университет (МНЭПУ), который также бросает спустя полгода. В 2002 году окончил Международную академию наук и искусств с присвоенной степенью магистра экономических наук.
Артемьев понял, что предлагаемая система образования и методики его не устраивают. Он оставил учёбу и предпочел самостоятельно заниматься высшим образованием, сосредоточившись на наиболее интересных ему темах. Однако в 2003 г. он окончил юридический факультет Московского экстерного гуманитарного университета (МЭГУ). В 2004 году поступает в Российский государственный гуманитарный университет (РГГУ) на факультет Мировой экономики. В то время Артемьев уже является директором компании «Евросеть» и управление компанией не позволяет ему полноценно учиться. Он вынужден прекратить учебу спустя год после поступления..

## Карьера
В 1995 году некоторое время проработал в компании «Аструм», занимающейся торговлей мобильными телефонами стандарта NMT 450. В марте 1996 года совместно с Алексеем Белоглазовым создал компанию «Медиком», реализующую мобильные телефоны. Первый магазин открылся в мае 1996 года в Малом Златоустинском переулке в Москве. Осенью того же года вышел из партнёрства.
2 апреля 1997 года совместно со своим другом детства Евгением Чичваркиным основал компанию «Торговый Дом Евросеть», занимающуюся реализацией мобильных телефонов и других средств сотовой связи. Первый магазин компании с ассортиментом всего нескольких мобильных телефонов был открыт в Георгиевском переулке в Москве в 1997 году. Вторая точка продажи появилась через три недели в магазине «Электроника» на Ленинском проспекте.
В управлении компанией «Евросеть» Артемьев и Чичваркин поделили обязанности следующим образом: Евгений отвечал за коммерческую деятельность, маркетинг и продвижение, а Тимур за управление финансами и отчётностью, а также внедрение новых технологий в операционную деятельность.
В 2003 году Артемьев создал компанию «Телефон-газета» — электронную платформу для подачи объявлений о продаже чего-либо среди физических лиц. Позднее платформа сменила владельцев и название на «Парад вакансий».
В 2003 году баллотировался в Государственную думу по 108-му Люберецкому одномандатному избирательному округу. На выборах Артемьев получил 22 % голосов. Однако мандат депутата получил член партии «Единая Россия» Виктор Семёнов.
С 2005 года увлекся вопросами, связанными с активным долголетием. Тогда Артемьев принял для себя решение активно работать над собственным здоровьем и дожить до XXII века. Эта личная установка нашла отражение в начале финансирования Артемьевым исследовательских работ, связанных с изучением процессов старения и долголетия. В 2005 году он основывает «Институт биологии старения».. Артемьев начинает финансировать и по сей день является попечителем биологической лаборатории профессора факультета биохимии и молекулярной фармакологии Медицинской школы Университета Нью-Йорка Евгения Нудлера. Лаборатория занимается фундаментальными исследованиями и фокусируется на исследованиях в области старения живых организмов, изучения сенсоров РНК, регуляции генов и реакции организмов на стресс. За время работы в лаборатории были совершены открытия мирового уровня, нашедшие отражение в публикациях в международных научных изданиях, таких как Nature, Science, Cell.
22 сентября 2008 года Артемьев и Чичваркин подписали соглашение о продаже 100 % «Евросети» российскому предпринимателю Александру Мамуту. Сделка была закрыта в октябре. В декабре Артемьев во время отпуска в Праге по совету своего друга и партнера Евгения Чичваркина, который срочно переехал в Великобританию, принял решение не возвращаться в Москву и направился сразу в Лондон.
В 2014 году приобрёл технологию производства электронного моноколеса. В 2015 году основал компанию Uniwheel, занимающуюся производством и дистрибуцией моноколёс.
В 2016 году стал членом совета директоров американской диагностической компании MDSec INC, а также вошёл в совет директоров американской фармацевтической компании Retrotope, специализирующейся на биотехнологиях.
В 2016 году Артемьев стал партнёром в компании MoonShot (Moon Express), специализирующейся на инвестициях в предприятия космической индустрии.

## Личная жизнь
Артемьев был несколько раз женат и воспитывает шестерых детей. В настоящее время состоит в гражданском браке с Ксенией Шуравко, совладельцем белорусского ресурса Onliner.by. В 2019 году у пары родился сын.
В декабре 2008 года эмигрировал в Великобританию. Сначала жил в Лондоне, а затем приобрёл старинный особняк XIX века к юго-западу от британской столицы, где и живёт в настоящее время..
В 2005 году Евгений Чичваркин подарил Артемьеву билет в космос на корабле SpaceShipTwo компании Virgin Galactic.